# Alligatoridae
Alligatoridae er en familie af krybdyr i krokodille-ordenen med i alt otte arter. Familien omfatter de to underfamilier egentlige alligatorer (Alligatorinae) og kaimaner (Caimaninae).
Stofskiftet er langsommere end hos de nært beslægtede egentlige krokodiller. Grundet deres roligere levevis bliver de imidlertid dobbelt så gamle som deres slægtninge. I modsætning til de egentlige krokodiller er tænderne i underkæben rettet indad, så de er skjult af overkæbens tandrække, når munden er lukket. En undtagelse herfra findes dog hos f.eks. yacarekaiman (Caiman yacare), hvor tænder fra underkæben kan stikke frem.

## Underfamilier
Familien er opdelt i to underfamilier.
- Alligatorinae, to arter
- Caimaninae, seks arter